# Buræg
 "Burhøns" omdirigeres hertil. For Gnags' album fra 1979, se Burhøns (album).
Buræg er en fællesbetegnelse for æg, der er lagt af burhøns. Ca. 10 % af de æg, der produceres i Danmark kommer fra burhøns. I 2019 var tallet nærmere 20%
Definitionen på en burhøne er ikke endelig fastsat[kilde mangler], udover at det er høns, der opdrættes tæt sammen med andre i bure.
Siden 2012 har det i EU været forbudt at holde burhøns i traditionelle bure. Burene har efter 1. januar 2012 skulle være såkaldte "berigede bure". Kravene til berigede bure er følgende:
- æglæggende høner skal have:
  - mindst 750 cm² burareal pr. høne, hvoraf 600 cm² er nytteareal, idet burets højde, bortset fra højden over nyttearealet, overalt bør være mindst 20 cm, og det samlede areal under ingen omstændigheder må være mindre end 2.000 cm²
  - en rede
  - strøelse, der gør det muligt at hakke og skrabe
  - passende siddepinde, hvor der er beregnet mindst 15 cm til hver høne
- et fodertrug, som kan benyttes uden forhindringer. Dets længde skal være mindst 12 cm multipliceret med antallet af høner i buret
- hvert bur skal have et passende drikkesystem svarende til gruppens størrelse; hvis der anvendes nipler eller drikkekopper, skal hver høne have adgang til mindst to vandnipler eller drikkekopper
- for at lette inspektion, indsætning og udtagning af dyr skal der være en gang på mindst 90 cm mellem burene, og der skal være mindst 35 cm mellem bygningens gulv og burene i de nederste etager
- burene skal være forsynet med passende kloslidningsanordninger.

Burhøns skal ikke opfylde kravene til økologisk landbrugsdrift, hvorfor foderet kan være gensplejsede afgrøder, ligesom der må tilsættes kunstig farve (fx paprika eller pulver fra den gule haveblomst tagetes) til at give gule æggeblommer. Der er ingen krav om vinduer eller frisk luft i staldene.
I 2021 lovede Europa-Kommissionen at fremlægge et lovforslag, der vil udfase brug af bure i landbruget, herunder bure til æglæggende høner. Løftet blev givet efter det europæiske borgerinitiativ End the Cage Age samlede 1,4 millioner underskrifter.

## Buræg i Danmark
Grundet forholdene for hønsene har i hvert fald siden 1990'erne eksisteret en vis modvilje mod buræg på det danske marked. Allerede i 1994 stoppede supermarkedskæden Irma med salg af buræg.
Kvickly stoppede salget af buræg i 2013.
I 2015 stoppede Lidl som den første discountkæde salg af buræg, og i 2016 stoppede de salg af deres egne produkter, som indeholdt buræg.
I 2016 annoncerede Aldi i samarbejde med Anima en politik om stop for salg af buræg Herefter annoncerede REMA 1000 og Dagrofa, som ejer kæderne Meny, Spar og Kiwi, at de udfasede buræg Filmen "Mit liv som burhøne" fra foreningen Anima gik samme år viralt i Danmark med billeder af burhøns' forhold
I 2017 fulgte Irma efter med et totalstop for buræg i produktionen af egne varemærker, der inkluderede udfasning af 850 produkter.
I 2020 havde de fleste supermarkedskæder udfaset salget af buræg totalt, og fjernet buræg i deres egne produkter enten helt eller delvist.
I 2022 annoncerede minister for fødevarer, landbrug og fiskeri Rasmus Prehn, at man fra 2023 ville forbyde oprettelse af nye burhønseanlæg fra 2023, og de eksisterende skal udfases i løbet af 12 år.